# Marin Draganja
Marin Draganja  (* 13. Mai 1991 in Split, SR Kroatien, SFR Jugoslawien) ist ein ehemaliger kroatischer Tennisspieler.

## Karriere
Marin Draganja war als Junior auf der ITF Junior Tour erfolgreich und erreichte dort in seinem letzten Jahr Platz 11. Im Einzel überstand er bei den Grand-Slam-Turnieren zwar nie die zweite Runde, im Doppel lief es für ihn aber deutlich besser. Anfang 2009 stand er bei den Australian Open im Viertelfinale. In Roland Garros gewann er mit seinem Landsmann Dino Marcan wenige Monate später den Titel. Im Vorjahr gewann er mit dem Osaka Mayor’s Cup ein weiteres hochdotiertes Juniorenturnier.
Draganja legte seinen Fokus früh auf das Doppel. Im Einzel kam er bei einem Challenger-Turnier 2012 in Segovia über die erste Runde hinaus und erreichte das Viertelfinale. Mit Platz 550 in der Weltrangliste erreichte er 2013 dort seine höchste Platzierung. Im Doppel spielte er von 2009 bis 2011 vornehmlich auf der ITF Future Tour, wo er elf Turniere gewann, die meisten mit seinem Partner aus der Jugend, Dino Marcan. Anfang 2010 stand er erstmals in den Top 500 des Doppels. In diesem Jahr gab er in Zagreb sein Debüt auf der ATP Tour, wo er zum Auftakt verlor. Bis zum Jahresende verbesserte er sich um 200 Plätze. Erste Erfolge bei Challengers gelangen ihm erstmals, er erreichte mit Marcan das Endspiel von Ljubljana. Nach einem schwächeren Jahr 2011 zog Draganja 2012 in fünf Endspiele der Challenger Tour ein, von denen er drei gewann. Das führte ihn in die Top 150 der Doppel-Rangliste. 2013 erfolgte ein weiterer Leistungssprung. Neun Challengertitel gewann er, die meisten davon mit Mate Pavić. Das Jahr schloss er in den Top 80 ab.
2014 startete er ebenfalls mit Pavić, mit er gemeinsam erstmals regelmäßig an Turnieren der ATP Tour teilnahm. In Chennai erreichte die Paarung das erste Finale auf diesem Niveau. Beim ersten Grand-Slam-Turnier der Profis für Draganja schieden sie in Melbourne in der zweiten Runde aus. Nach einem Challenger-Titel und zwei ATP-Tour-Halbfinals gelangen ihm Mitte des Jahres mit dem Halbfinaleinzug bei den French Open und dem ersten Turniersieg auf der ATP Tour in Hamburg seine größten Erfolge. Beide Male war Florin Mergea sein Partner. 2015 folgten drei weitere Turniersiege in Zagreb, Marseille und Barcelona mit Henri Kontinen. Im April 2015 erreichte Draganja mit Platz 20 seine beste Notierung in der Doppel-Weltrangliste. Im August 2015 unterzog sich Draganja einer Hüftoperation in München. Für die vollständige Genesung musste er einige Monate pausieren. 
Im Februar gab er sein Comeback, nach dem er nicht mehr an seine Erfolge anknüpfen konnte. Zunächst erreichte er in Marrakesch sein achtes Tour-Finale; danach gewann er mit verschiedenen Partnern zunächst keine Titel mehr. Ab Oktober 2016 wurde sein jüngerer Bruder Tomislav Draganja fester Doppelpartner. Das Jahr schloss er erstmals seit einiger Zeit wieder außerhalb der Top 100 ab. 2017 war er hauptsächlich bei Challengers aktiv und gewann drei Titel. Sein neuntes und letztes Finale der ATP Tour erreichte Draganja in Umag. 2018 gewann das Brüderpaar ihren letzten Titel auf der Challenger Tour. In Umag spielte Marin Draganja das letzte Spiel seiner Karriere.
Zwischen 2014 und 2017 spielte er in fünf Begegnungen für die kroatische Davis-Cup-Mannschaft, für die er eine Bilanz von 2:3 vorweist.

## Erfolge
| Legende (Anzahl der Siege)  |
| Grand Slam                  |
| ATP World Tour Finals       |
| ATP World Tour Masters 1000 |
| ATP World Tour 500 (2)      |
| ATP World Tour 250 (2)      |
| ATP Challenger Tour (17)    |

| ATP-Titel nach Belag |
| Hartplatz (2)        |
| Sand (2)             |
| Rasen (0)            |

### Doppel

#### Turniersiege

##### ATP World Tour
| Nr. | Datum            | Turnier   | Belag         | Partner        | Finalgegner                   | Ergebnis          |
| --- | ---------------- | --------- | ------------- | -------------- | ----------------------------- | ----------------- |
| 1.  | 20. Juli 2014    | Hamburg   | Sand          | Florin Mergea  | Alexander Peya Bruno Soares   | 6:4, 7:5          |
| 2.  | 8. Februar 2015  | Zagreb    | Hartplatz (i) | Henri Kontinen | Fabrice Martin Purav Raja     | 6:4, 6:4          |
| 3.  | 22. Februar 2015 | Marseille | Hartplatz (i) | Henri Kontinen | Colin Fleming Jonathan Marray | 6:4, 3:6, [10:8]  |
| 4.  | 26. April 2015   | Barcelona | Sand          | Henri Kontinen | Jamie Murray John Peers       | 6:3, 6:76, [11:9] |

##### ATP Challenger Tour
| Nr. | Datum              | Turnier         | Belag         | Partner           | Finalgegner                                         | Ergebnis          |
| --- | ------------------ | --------------- | ------------- | ----------------- | --------------------------------------------------- | ----------------- |
| 1.  | 15. April 2012     | Blumenau        | Sand          | Dino Marcan       | Blaž Kavčič Antonio Veić                            | 6:2, 6:0          |
| 2.  | 12. August 2012    | Sibiu           | Sand          | Lovro Zovko       | Alexandru-Daniel Carpen Cristóbal Saavedra Corvalán | 6:4, 4:6, [11:9]  |
| 3.  | 16. September 2012 | Banja Luka      | Sand          | Lovro Zovko       | Colin Ebelthite Jaroslav Pospíšil                   | 6:1, 6:1          |
| 4.  | 31. März 2013      | San Luis Potosí | Sand          | Adrián Menéndez   | Marco Chiudinelli Peter Gojowczyk                   | 6:4, 6:3          |
| 5.  | 13. April 2013     | Guadalajara     | Hartplatz     | Mate Pavić        | Sam Groth John-Patrick Smith                        | 5:7, 6:2, [13:11] |
| 6.  | 6. Juli 2013       | Portorož        | Hartplatz     | Mate Pavić        | Aljaž Bedene Blaž Rola                              | 6:3, 1:6, [10:5]  |
| 7.  | 20. Juli 2013      | Eskişehir       | Hartplatz     | Mate Pavić        | Sanchai Ratiwatana Sonchat Ratiwatana               | 6:3, 3:6, [10:7]  |
| 8.  | 17. August 2013    | Cordenons       | Sand          | Franko Škugor     | Norbert Gombos Roman Jebavý                         | 6:4, 6:4          |
| 9.  | 14. September 2013 | Banja Luka (2)  | Sand          | Nikola Mektić     | Dominik Meffert Oleksandr Nedowjessow               | 6:4, 3:6, [10:6]  |
| 10. | 21. September 2013 | Trnava          | Sand          | Mate Pavić        | Aljaž Bedene Jaroslav Pospíšil                      | 7:5, 4:6, [10:6]  |
| 11. | 3. November 2013   | Seoul           | Hartplatz     | Mate Pavić        | Lee Hsin-han Peng Hsien-yin                         | 7:5, 6:2          |
| 12. | 10. November 2013  | Yeongwol        | Hartplatz     | Mate Pavić        | Lee Hsin-han Peng Hsien-yin                         | 6:4, 4:6, [10:7]  |
| 13. | 20. April 2014     | Sarasota        | Sand          | Henri Kontinen    | Rubén Ramírez Hidalgo Franko Škugor                 | 7:5, 5:7, [10:6]  |
| 14. | 4. März 2017       | Yokohama        | Hartplatz     | Tomislav Draganja | Joris De Loore Luke Saville                         | 4:6, 6:3, [10:4]  |
| 15. | 16. September 2017 | Banja Luka (3)  | Sand          | Tomislav Draganja | Danilo Petrović Ilija Vučić                         | 6:4, 6:2          |
| 16. | 22. Oktober 2017   | Ismaning        | Hartplatz (i) | Tomislav Draganja | Dustin Brown Tim Pütz                               | 6:71, 6:2, [10:8] |
| 17. | 26. Mai 2018       | Mestre          | Sand          | Tomislav Draganja | Romain Arneodo Danilo Petrović                      | 6:4, 6:72, [10:2] |

#### Finalteilnahmen
| Nr. | Datum              | Turnier    | Belag         | Partner              | Finalgegner                          | Ergebnis           |
| --- | ------------------ | ---------- | ------------- | -------------------- | ------------------------------------ | ------------------ |
| 1.  | 5. Januar 2014     | Chennai    | Hartplatz     | Mate Pavić           | Frederik Nielsen Johan Brunström     | 2:6, 6:4, [7:10]   |
| 2.  | 21. September 2014 | Metz       | Hartplatz (i) | Henri Kontinen       | Mariusz Fyrstenberg Marcin Matkowski | 7:63, 3:6, [8:10]  |
| 3.  | 26. Oktober 2014   | Basel      | Hartplatz (i) | Henri Kontinen       | Vasek Pospisil Nenad Zimonjić        | 6:713, 6:1, [5:10] |
| 4.  | 9. April 2016      | Marrakesch | Sand          | Aisam-ul-Haq Qureshi | Guillermo Durán Máximo González      | 2:6, 6:3, [6:10]   |
| 5.  | 22. Juli 2017      | Umag       | Sand          | Tomislav Draganja    | Guillermo Durán Andrés Molteni       | 3:6, 7:64, [6:10]  |